# Matthias Edlinger
Matthias Edlinger (* 5. Mai 1972 in München) ist ein deutscher Filmregisseur, Künstler und Schriftsteller.

## Leben
Matthias Edlinger studierte nach dem Abitur Kommunikationswissenschaft, Kunst und Markt- und Werbepsychologie an der Universität München. Seit Beendigung dieses Studiums ist er als Filmregisseur tätig. Sein filmisches Werk umfasst zahlreiche Musikvideos, Kurz- und Werbefilme sowie Beiträge für das Fernsehen.
1998 veröffentlichte Edlinger zusammen mit Jörg Steinleitner seinen Debüt-Roman 205.293 Zeichen, der zunächst im Lagrev-Verlag und ein Jahr später bei Kiepenheuer & Witsch erschien. Von der Kritik wurde dieser Roman teils unter anderem wegen seiner Darstellung der Dominanz von Marken in den 1990er Jahren und seines Stils wegen der Popliteratur zugeordnet. Wegen der von Edlinger und Steinleitner gewählten Kombination aus „leicht konsumierbarem literarischem Road-Movie im Haupttext“ und der Einbringung der „historisch-kulturellen Dimension in Form von Schlagzeilen aus den 1990ern in eine fortlaufende Fußzeile“ wird das Werk auch den neuen Archivisten zugerechnet.
2004 erschien der Roman Hirschfänger (Co-Autor Jörg Steinleitner), eine Art moderner Heimatroman, verbunden mit Elementen des Kriminalromans. 2012 erschien Edlingers erstes Sachbuch Studieren. Eine Gebrauchsanweisung, das Matthias Edlinger gemeinsam mit dem Autor Eduard Augustin geschrieben hatte. 2013 Folgt das Buch Ein Mann – Ein Rost, das sich mit allen Facetten des Themas Grillen auf humoristische Weise auseinandersetzt. Seit 2000 beschäftigt sich Matthias Edlinger verstärkt wieder mit der bildenden Kunst. Insbesondere mit der Verbindung von Fotografie, Siebdruck und Film. Seit 2015 beschäftigt er sich in seinen künstlerischen Arbeiten mit allen Facetten von gebrauchtem Karton.

## Bücher
- mit Jörg Steinleitner: 205.293 Zeichen. Kiepenheuer & Witsch, Köln 1999, ISBN 3-462-02852-9 bzw. Lagrev, München u. a. 1998, ISBN 978-3-929879-07-0.
- mit Jörg Steinleitner: Hirschfänger. Lagrev, München u. a. 2004, ISBN 978-3-929879-09-4.
- mit Eduard Augustin: Studieren. Eine Gebrauchsanweisung. Illustrationen von Philipp von Keisenberg. Mosaik, München 2012, ISBN 978-3-442-39237-7.
- mit Eduard Augustin: Ein Mann – Ein Rost. Das Grillbuch. Illustrationen von Philipp von Keisenberg. Mosaik, München 2013, ISBN 978-3-442-39244-5.
- Ambach – Die Auktion/Die Tänzerin. Band 1 und 2 der 6-teiligen Krimiserie (mit Jörg Steinleitner) (Piper Verlag, 2017) ISBN 978-3-492-31032-1
- Ambach – Die Deadline/Das Strandmächen. Band 3 und 4 der 6-teiligen Krimiserie (mit Jörg Steinleitner) (Piper Verlag,  2017) ISBN 978-3-492-31033-8
- Ambach – Die Suite/Die Falle. Band 5 und 6 der 6-teiligen Krimiserie (mit Jörg Steinleitner) (Piper Verlag, 2017) ISBN 978-3-492-31034-5

## Musikvideos
- 1998 "Schlimmer Finger" – Stefan Raab / Co Regisseur Tommy Krappweis
- 2000 "Eichelrück" – Da Hool
- 2001 "The Music is wonderful" – Tom Novy
- 2001 "Applause" – Square One
- 2001 "Liebe und Hass" – Blumentopf
- 2001 "All the clowns" – Edguy
- 2003 "Better Life GmbH" – Blumentopf feat. Smudo
- 2005 "Sunshine" – Zoe Mazah
- 2009 "Das Licht" – Frittenbude
- 2010 "Nein Danke" – Boshi San
- 2011 "Phobia" – Disco Trash Music
- 2011 "Hey you" – Demograffics
- 2012 "Faraday" – Captain Capa
- 2012 "Geh jetzt weg, Du redest Dreck" – Fatoni
- 2012 "Nachtmensch" – The Exclusive
- 2012 "Eurovision" (Snippet) – Blumentopf
- 2013 "You walk in Beauty" – Claire
- 2013 "Sirenen" – Lary
- 2013 "Vorurteile" – Fatoni
- 2014 "Children of snow" – Fahrenhaidt
- 2015 "TNT Anthem" – Blumentopf & Texta
- 2015 "Wir leben's lieber" – Main Concept
- 2016 "DPM" – Roger & Schu
- 2017 "I wouldn't change a thing" – Gil Ofarim
- 2019 "Paradise is calling" – Zoe Mazah
- 2021 "Fells like Dancing" – Zoe Mazah